# Blade antenna

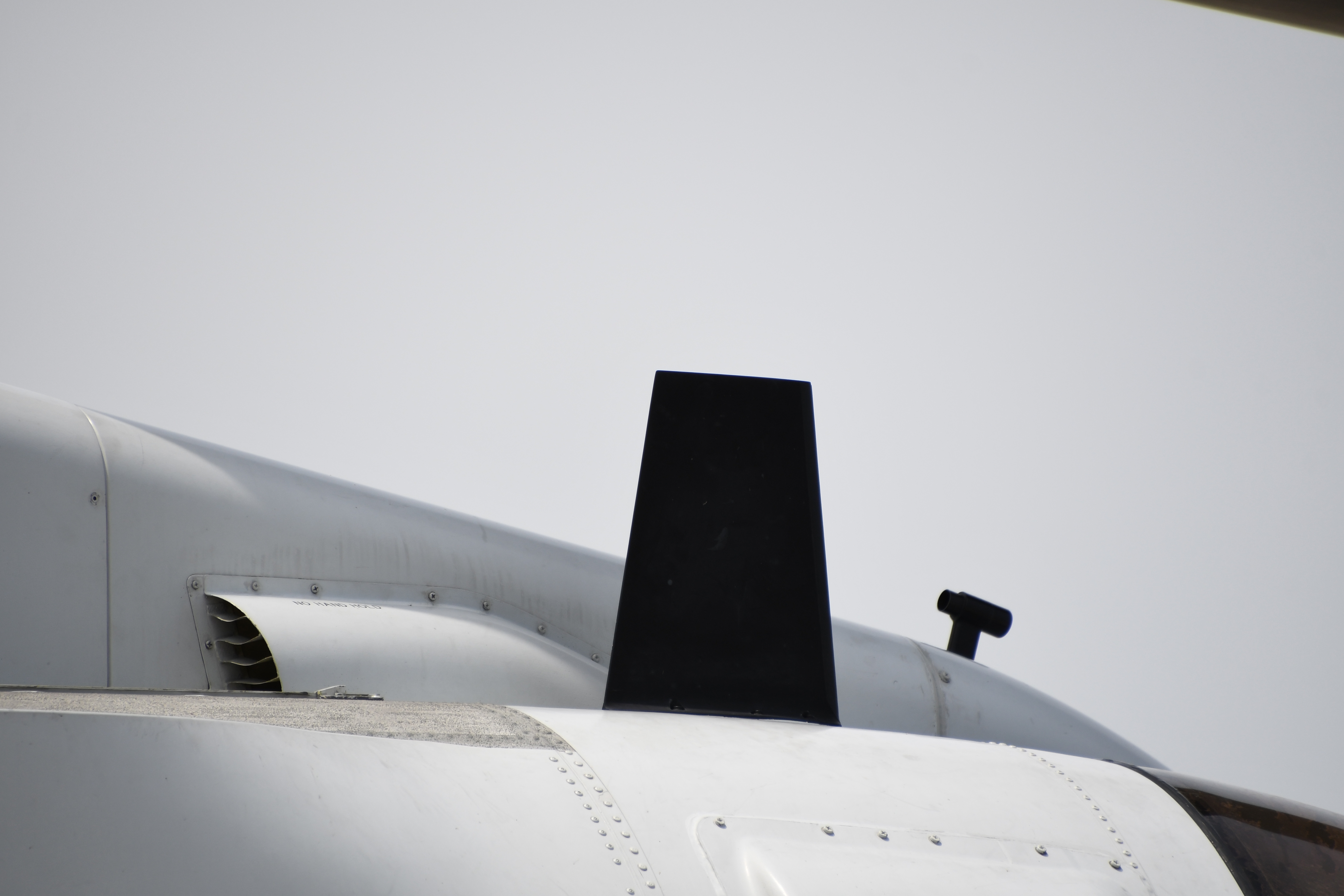
Esempio di blade antenna, vista posteriore destra, MCAS Iwakuni, 5 maggio 2018.

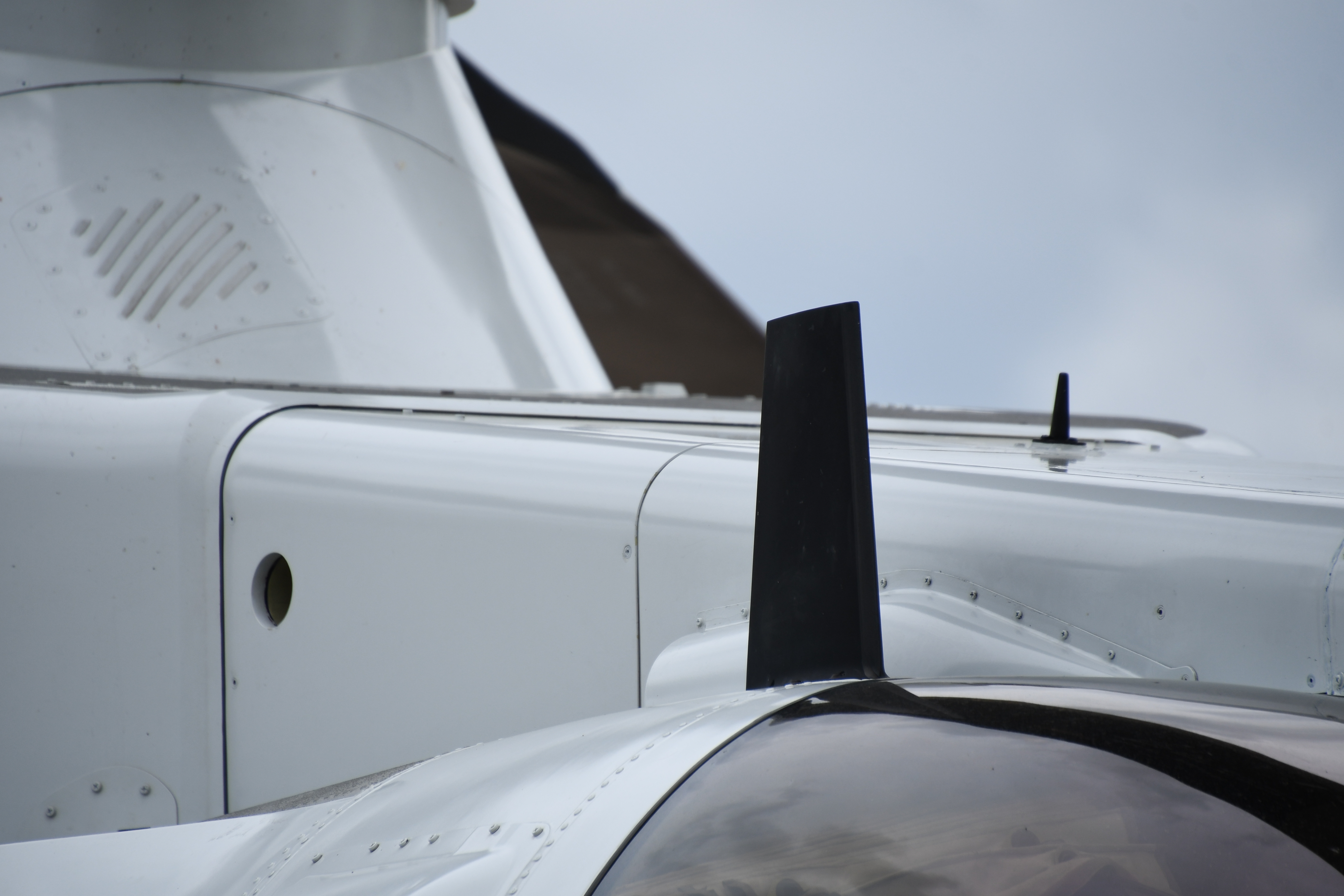
Esempio di blade antenna, vista anteriore destra, Maizuru Air Station, 18 maggio 2019.

Una blade antenna, letteralmente in italiano antenna a lama, è un'antenna costituita da un conduttore di piccole dimensioni, avente la caratteristica forma a lama, in una carenatura aerodinamica, che sporge da una superficie metallica, come il corpo di un aereo o il tetto di un'auto, la quale funge da piano di massa dell'antenna. Tale antenna, quindi, come l'antenna ground plane che invece utilizza dei radiali come piano di massa artificiale, rappresenta un particolare tipo di antenna monopolare.
Essendo, tipicamente, di piccole dimensioni, la blade antenna trova impiego a frequenze elevate, come le VHF, le UHF e frequenze dell'ordine dei gigahertz. È utilizzata dai sistemi di comunicazione radio avionici. Il tipo dual band utilizza un design plane and slot, cioè combina una configurazione con piano di massa e una configurazione a slot, per ottenere un'efficiente copertura omnidirezionale, in modo da poter operare su due diverse bande radio.
La blade antenna è stata sviluppata anche per ottenere un'antenna monopolare a banda più ampia, rispetto a un monopolo come un'antenna a stilo realizzata con filo sottile. La maggior parte delle blade antenna sono di forma trapezoidale. Sono state apportate variazioni a questa forma per scopi aerodinamici come la presenza di incisioni per ottenere migliori prestazioni a banda larga.